# Armadillo albipes
Armadillo albipes is een pissebed uit de familie Armadillidae. De wetenschappelijke naam van de soort is voor het eerst geldig gepubliceerd in 1907 door Dollfus.